# Водорезы
Водоре́зы, или ножеклювы (лат. Rynchops) — род птиц из семейства чайковых отряда ржанкообразных. В состав рода включают три вида. Некоторые систематики выделяют водорезов в подсемейство Rynchopinae. До недавнего времени их рассматривали в качестве отдельного семейства водорезовых (Rynchopidae) отряда ржанкообразных. Водорезы являются в эволюционном отношении самой молодой группой чайковых птиц.

## Внешние признаки

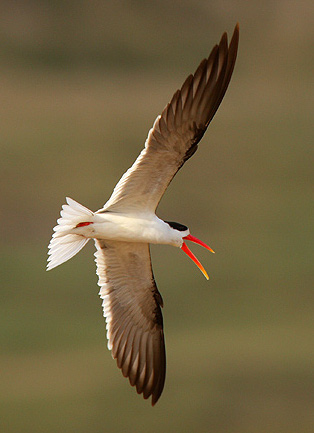
Индийский водорез в полёте

Водорезы размером с озёрную чайку, но из-за длинных заостренных крыльев кажутся крупнее. Оперение сверху чёрное, снизу белое с белыми лбом, передом и боками шеи и подхвостьем. Задние края крыльев окаймлены узкими белыми полосами, хвост белый, только средняя пара рулевых перьев темная. Клюв достаточно высокий, длинный и сильно сжатый с боков, по форме напоминающий нож. Нижняя часть клюва (подклювье) примерно на треть длиннее верхней (надклювья). Удлинённая и плоская с боков рамфотека подклювья постоянно растёт, поскольку его кончик со временем притупляется и стирается. Верхняя часть клюва может открываться под углом 45°. Режущие кромки надклювья и подклювья сливаются примерно на середине длины клюва, поэтому ротовая полость занимает только его половину. Для предотвращения при поимке добычи характерным для водорезов способом повреждений шеи и головы их голова и подклювье укреплены особым мускульно-связочным механизмом, позволяющим этим птицам также эффективно подхватывать рыбу из воды. Особенностью водорезов, отличающей их от всех других ржанкообразных, являются узкие вертикальные щелевидные, а не круглые, зрачки (как у кошек или некоторых змей), выдающие их сумеречно-ночной образ жизни. Крылья сравнительно узкие и заостренные, хвост почти прямосрезанный. Короткие лапы окрашены в красный или оранжевый цвет.

## Распространение
Африканский водорез (Rynchops flavirostris) и индийский водорез (Rynchops albicollis) обитают у пресных водоёмов в тропических широтах Африки и Южной Азии. Чёрный водорез (Rynchops nigra) распространён в Южной и Центральной Америке, где обитает на реках, озёрах и морских побережьях, в Северной Америке — только вдоль юго-восточного морского побережья. Водорезы любят жить в небольших группах у лагун или речных берегов, охотясь в мелкой воде на добычу.

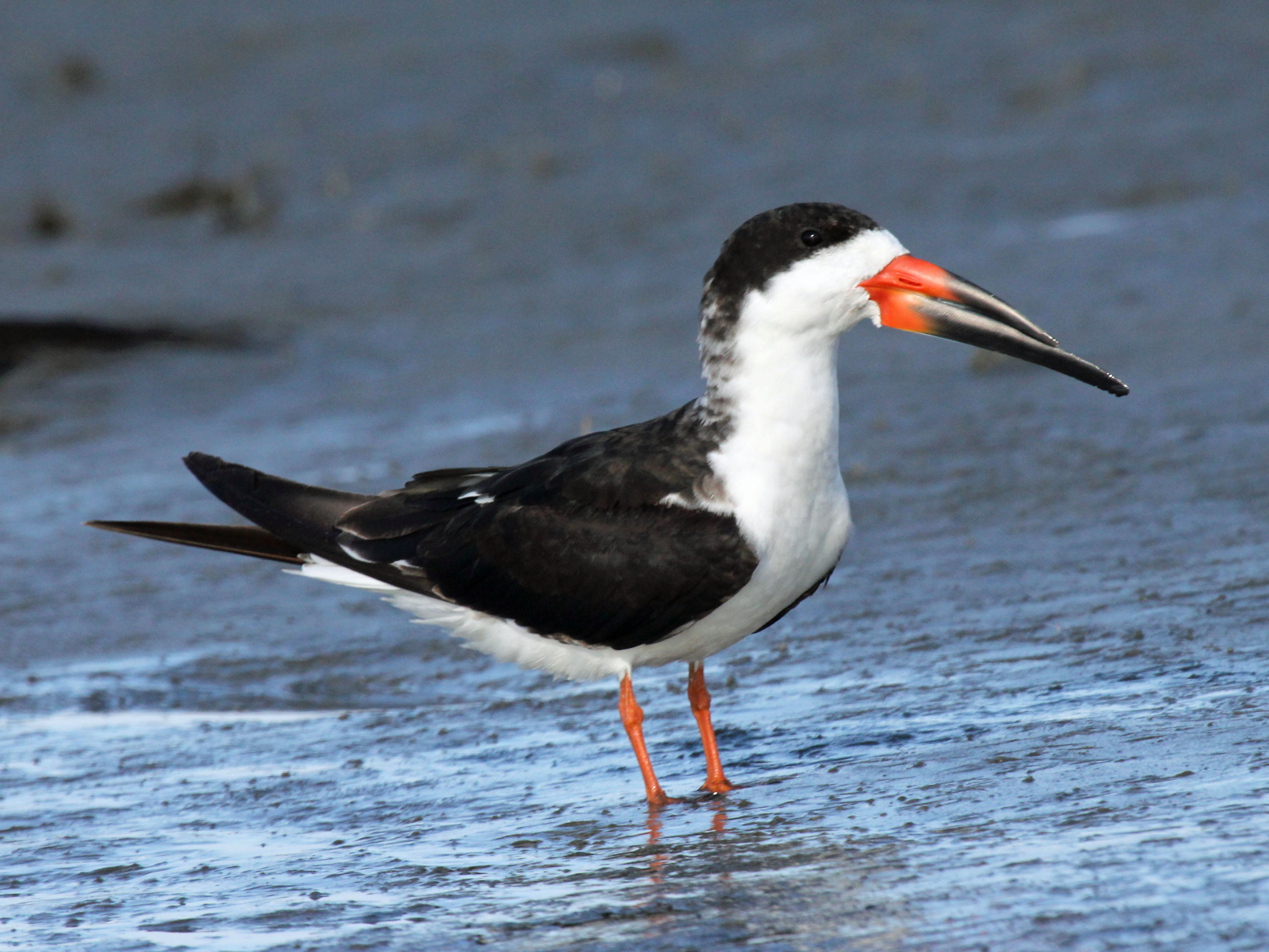
Чёрный водорез
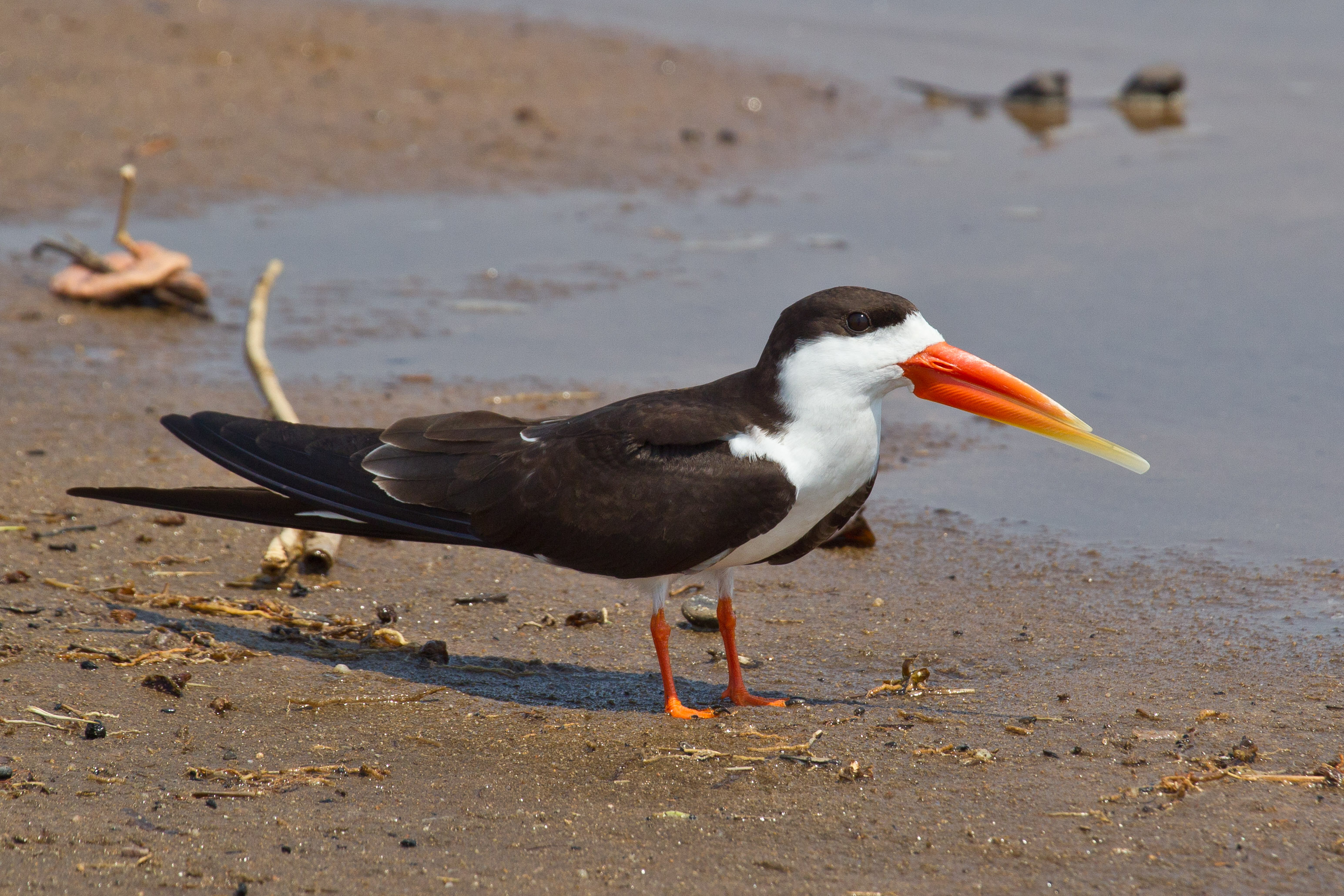
Африканский водорез
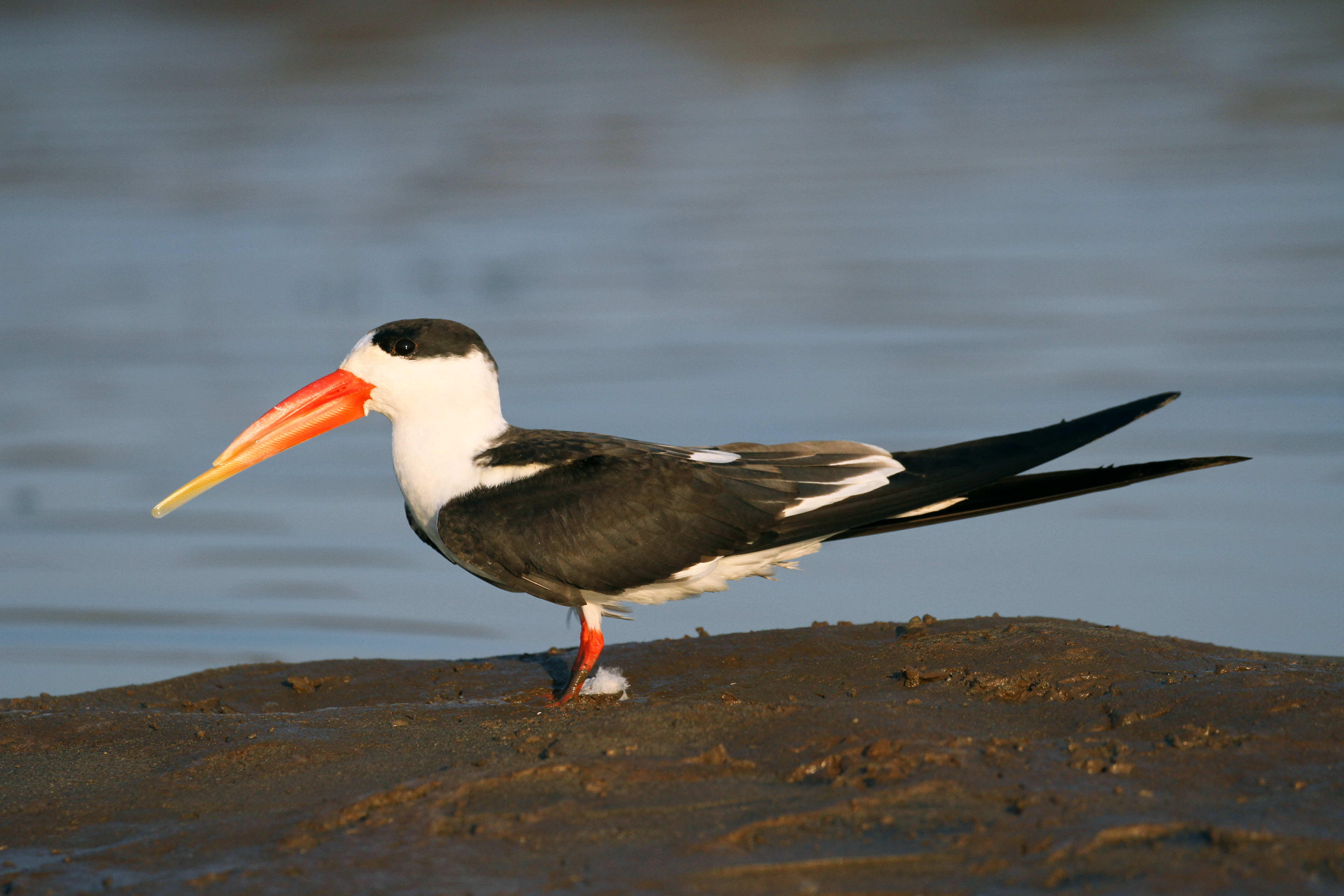
Индийский водорез

## Питание
Водорезы охотятся не только днём, но и ночью, а так же могут охотиться на очень мутной воде, тем самым избегая конкуренции с крачками и чайками. К их основной добыче относится рыба, которую они ловят, летя прямо над поверхностью воды и «прочёсывая» её нижней частью клюва, благодаря чему водорезы и получили своё название. При касании с рыбой клюв мгновенно закрывается. С откинутой назад головой добыча после этого заглатывается.

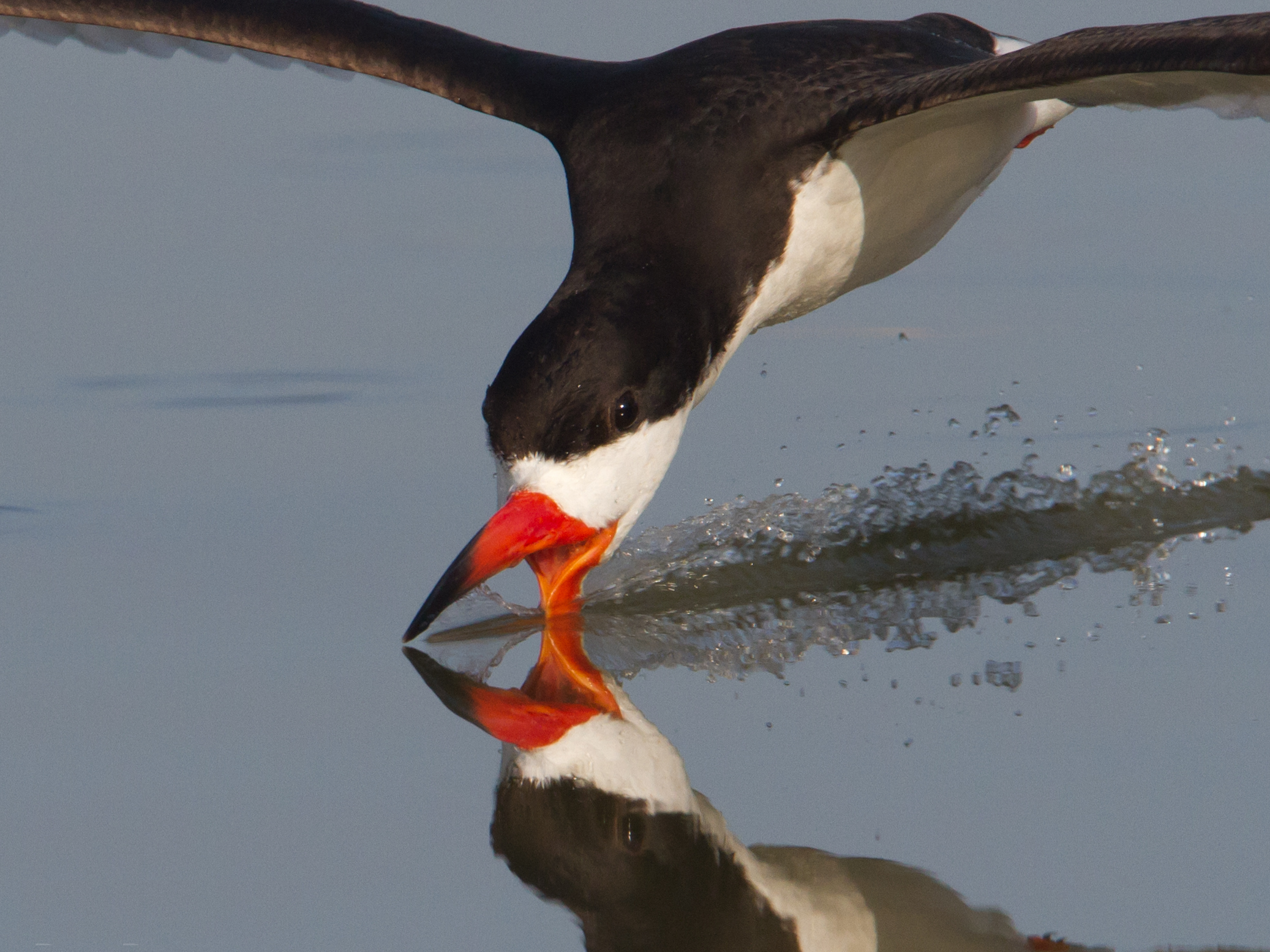
Чёрный водорез (Rynchops nigra), рассекающий воду